# 萊爾 (紐約州村)
萊爾（英語：Lisle）是位於美國紐約州布魯姆縣的村。

## 人口
根據2020年美國人口普查的數據，萊爾的面積為2.43平方千米，皆為陸地。當地共有人口348人，而人口密度為每平方千米143人。